# Kelchsauer Ache
Die Kelchsauer Ache ist ein linker Nebenfluss der Brixentaler Ache in den Kitzbüheler Alpen in Tirol.

## Verlauf
Die Kelchsauer Ache entsteht aus der Vereinigung zweier Quellbäche in der Kelchsau in den Kitzbüheler Alpen. Die Langer-Grund-Ache entspringt an der Nordseite des Torhelms in einer Höhe von 2036 m ü. A. (⊙) und hat eine Länge von 15,6 km. Die Quelle der 13,8 km langen Kurzer-Grund-Ache liegt in einer Höhe von 2248 m ü. A. unterhalb der Aleitenspitze (⊙), weniger als einen Kilometer Luftlinie vom Salzachursprung entfernt.  
Ab der Vereinigung der beiden Quellbäche fließt die Kelchsauer Ache Richtung Norden durch das Kelchsau genannte Tal, vorbei am gleichnamigen Ort. Die bedeutendsten Zuflüsse sind der Kehlbach und der Brummer Graben, die beide von links einmünden. Bei Hopfgarten im Brixental mündet die Kelchsauer Ache in die kürzere und weniger wasserreiche Brixentaler Ache. 
Die Kelchsauer Ache ist 10,5 km lang, zusammen mit der Langer-Grund-Ache als längstem Quellbach weist sie eine Länge von 26,1 km und einen Höhenunterschied von 1434 m auf. Sie verläuft zur Gänze im Gemeindegebiet von Hopfgarten.

## Einzugsgebiet und Wasserführung
Die Kelchsauer Ache entwässert ein Einzugsgebiet von rund 138 km², das von 602 m ü. A. (Brixental) bis 2494 m ü. A. (Torhelm) reicht.
Der mittlere Abfluss am Pegel Hörbrunn, 3,2 km oberhalb der Mündung, beträgt 5,45 m³/s, was einer relativ hohen Abflussspende von 40,5 l/s·km² entspricht. Die Kelchsauer Ache weist ein nivales Abflussregime auf, das von der Schneeschmelze in den höheren Lagen des Einzugsgebietes geprägt ist. Der mittlere Abfluss ist im wasserreichsten Monat Mai (10,9 m³/s) rund sechs Mal höher als im wasserärmsten Monat Februar (1,77 m³/s).

## Nutzung
Zwei Laufkraftwerke der Stadtwerke Wörgl nutzen das Wasser der Kelchsauer Ache zur Energiegewinnung. Das 1967 errichtete Kraftwerk Kelchsau-Zwiesel erbringt eine Leistung von 2.230 kW, das 2005 in Betrieb genommene Kraftwerk Kelchsau-Ehreit 1.680 kW.
Die Ache ist ein beliebtes Gewässer bei Wildwasserpaddlern, sie weist Schwierigkeitsgrad III(+) auf.